# Arthur Qwak
Arthur Qwak (* 25. Dezember 1961 als François Hemmen) ist ein französischer Comiczeichner und Regisseur für Zeichentrick-Serien.
Seine Fantasy-Comicserie Le Soleil des Loups (dt.: Das Gesetz der Wölfe) wurde Ende der 1980er Jahre veröffentlicht. Ab Mitte der 1990er arbeitete er fürs Fernsehen und war als Storyboard-Zeichner für die Zeichentrick-Serie Die unendliche Geschichte aktiv und als Regisseur für die Serien Orson & Olivia, Malo Korrigan und Dragon Hunters – Die Drachenjäger.

## Alben
- Das Gesetz der Wölfe (3 Alben, Carlsen Verlag 1989–1990 und Splitter 1995)